# Casey Adam Schouten
Casey Adam Schouten (* 29. März 1994 in Winnipeg) ist ein kanadischer Volleyballspieler.

## Karriere
Rooney begann seine Karriere am Miles Macdonell Collegiate. Er studierte von 2013 bis 2017 an der University of Winnipeg. Nach seinem Studium ging der Diagonalangreifer nach Finnland zu Team Lakkapää. 2018 wurde er vom deutschen Bundesligisten Netzhoppers Königs Wusterhausen verpflichtet.